# Oligopoli
Un oligopoli és un tipus de mercat de competència imperfecta, que es caracteritza per tenir pocs oferents i molts demandants, un producte homogeni (no diferenciat) o heterogeni (existeixen marques, dissenys diferents... diferenciació del producte), informació imperfecta (no hi ha transparència de preus) i barreres d'entrada; legals (per poder entrar al mercat necessiten una llicència o concessió administrativa que han de pagar a l'estat o una patent, és a dir, dret a explotar una exclusiva un invent), naturals (requereixen fortes inversions de capital, per tecnologia o infraestructures) i de mercat (diferenciació del producte, és a dir, a través de la publicitat intentaran captar el consumidor per fidelitzar-lo i possessionar-se). En aquest tipus de mercats doncs, les empreses imiten sistemàticament les campanyes publicitàries dels seus competidors perquè no poden permetre que les altres tinguin èxit. Un exemple d'aquest tipus d'empreses són les grans indústries alimentàries que es dediquen a produir aliments ultraprocessats.

## Característiques
- Existència de pocs oferents. La mida de qualsevol empresa és relativament gran respecte a l'oferta total. Existeix una interdependència entre les empreses, ja que el moviment de qualsevol d'elles és seguit per a les altres, especialment la política de preus i de producció. Per això, cada oferent pot incidir en el preu variant la seva oferta.

Si una empresa augmenta la seva oferta només podrà vendre els productes a un preu més baix, però l'increment de l'oferta no passarà inadvertit per al conjunt del mercat.
Si una empresa augmenta el preu de venda del seu producte, perdrà clients a favor dels seus competidors. En canvi, si redueix el preu, aconseguirà augmentar les vendes.
- Producte homogeni. Les empreses oligopolistes competeixen entre si, ja que hi ha pocs oferents i els articles venuts són productes idèntics o substitutius perfectes, per tant, homogenis.

- Fortes barreres d'entrada. Com en el monopoli, la producció es porta en grans empreses que necessiten una inversió molt elevada i tecnològicament experimentada que suposa uns costos que no es pot permetre qualsevol empresa.

## Funcionament
L'empresa oligopolística estarà interessada a produir la quantitat que li permeti obtenir major benefici, és a dir, el punt on la diferència entre ingressos totals (IT) i costos totals (CT) sigui més gran. Aquesta situació es donarà quan l'ingrés marginal coincideixi amb el cost marginal (Img=CMg), però aquest equilibri és molt difícil de determinar, ja que la demanda no és estable.
L'actuació de qualsevol oligopolística influeix sobre el beneficis dels seus competidors, ja que els esforços comercials per a millorar els resultats propis deterioren els resultats aliens. Les empreses oligopolístiques poden competir o no entre si per aconseguir quota de mercat, és a dir, poden actuar amb col·lusió o sense.
- Sense col·lusió: les empreses intenten determinar el preu dels seus productes en funció del que esperen vendre i les possibles reaccions dels competidors. Hi ha dues estratègies possibles:
  - Guerra de preus (diferenciació de producte): Les empreses actuen per separat fent estratègies de preus o diferenciant el producte, fan que la informació no sigui transparent amb l'objectiu de quedar-se soles el mercat. Un exemple és les empreses telefòniques.
  - Lideratge de preus: hi ha una empresa líder que fixa el preu i les condicions d'oferta i les altres empreses l'han de seguir i no poden negociar, per tant imitaran la seva política comercial. La posició dominant de l'empresa líder pot perjudicar el consumidor si mantenen els preus molt alts. Un exemple és el del mercat de la gasolina a Espanya. Aquests tipus de funcionament sense col·lusió no beneficien els empresaris, ja que viuen en un clima d'incertesa constant. Per això de vegades les empreses cooperen per obtenir un benefici econòmic major, en comptes de buscar el bé comú, actuen amb col·lusió.

- Amb col·lusió: les empreses s'uneixen mitjançant acords per a fixar els preus, distribuir el mercat o limitar la producció. Actuen com un monopoli de diversos caps, es perjudica el consumidor i es crea una absència de competència. Es diu que formen un càrtel:
  - Càrtel: agrupació informal d'empreses, que conserven la seva independència i s'associen per disminuir o eliminar la competència de mercat. Actuen junts com un de sol. Un exemple és l'Organització de Països Exportadors de Petroli. Els principals acords que duen a terme els càrtels són de la quantitat, repartiment del mercat o el preu de venda (competeixen en disseny, qualitat...).

A la pràctica és molt difícil trobar existències de càrtel, però el que si que es pot trobar són acords puntuals en determinades empreses.
Si totes les empreses baixen alhora els seus preus en un mercat oligopolística, la quota de mercat de cada una no es modificarà però disminuiran els seus ingressos.
Altres tipus d'oligopoli són: el duopoli (cas extrem en què només hi ha dues empreses al mercat) i l'oligopoli de demanda (moltes empreses però pocs consumidors).
Moltes vegades l'Estat intervé en aquests mercats de competència imperfecta per intentar que els monopolistes / oligopolístiques no abusin del mercat (fixant preus exorbitants, creant escassetat...). Això ho poden fer posant un preu màxim o afavorint la competència (eliminant barreres d'aquests mercats...)
El món tal com el coneixem, ens presenta diversos d'aquests models amb els quals tenim contacte dia a dia en les nostres vides, els cereals, la crema dental, els electrodomèstics, etc., són productes que representen la participació i el poder refinador d'un mercat, en el qual només participen i es mantenen les empreses que assoleixen trobar i produir el seu producte sota certes condicions de qualitat i de benefici econòmic. Per a assolir el seu major benefici, aquesta empresa té dos camins:
- pot buscar minimitzar els costos emprant mètodes tecnològics més avançats o canviant la seva proporció de factors de producció
- també pot maximitzar la seva utilitat, ideant estratègies publicitàries, fent incursions en nous mercats i utilitzant el seu Know how per a guanyar més participació del seu producte en el mercat.